# 徐浩 (1972年)
徐浩，男，中国共产党黨員，江苏建湖人，中华人民共和国政治人物，現任云南省人民政府副省长。
歷任中国农业发展银行上海分行副行长、总行风险部总经理、江苏分行行长等职，2023年任中国农业发展银行党委委员、副行长。2025年1月，任云南省人民政府党组成员，2月，任副省长。